# Amedework Walelegn
Amedework Walelegn (11 maart 1999) is een Ethiopische atleet. Walelegn is gespecialiseerd in lange afstand, met name in halve marathons en marathons. Hij won in 2020 de halve marathon van New Delhi in een parcoursrecord, in datzelfde jaar pakte hij ook brons op het WK over die afstand. In 2024 eindigde hij als tweede in de marathon van Rotterdam.

## Persoonlijke records
| Afstand        | Tijd    | Datum            | Plaats         |
| -------------- | ------- | ---------------- | -------------- |
| Halve marathon | 58.40   | 19 februari 2022 | Ras al-Khaimah |
| Marathon       | 2:04.50 | 14 april 2024    | Rotterdam      |

## Palmares

### 10.000 m
- 2016: 4e WK U20 in Bydgoszcz - 28:00.14

### 15 km
- 2017:  Zevenheuvelenloop - 42.40

### Halve marathon
- 2018:  Halve marathon van Riyadh - 1:02.00
- 2018:  Halve marathon van Istanboel - 59.50
- 2018: 13e Halve marathon van Kopenhagen - 1:00.37
- 2018:  Halve marathon van New Delhi - 59.22
- 2019: 8e Halve marathon van Ras al-Khaimah - 59.39
- 2019: 10e Halve marathon van Istanboel - 1:01.56
- 2020:  WK in Gdynia - 59.08
- 2020:  Halve marathon van New Delhi - 58.53
- 2021: 4e Halve marathon van Istanboel - 59.48
- 2021:  Halve marathon van Kopenhagen - 59.10
- 2022: 5e Halve marathon van Ras al-Khaimah - 58.40
- 2022:  Halve marathon van Kopenhagen - 59.05
- 2023:  Halve marathon van Sevilla - 1:00.28

### Marathon
- 2021: 15e Marathon van Amsterdam - 2:07.48
- 2022:  Marathon van Seoel - 2:06.59
- 2023:  Marathon van Seoul - 2:05.27
- 2024:  Marathon van Rotterdam - 2:04.50

### Veldlopen
- 2017:  WK U20 in Kampala - 22.43 ( landenklassement)
- 2018:  Corrida de São Silvestre - 45.13